# Leslie Callingham
Leslie Callingham (ur. 5 grudnia 1888 w Myfair, zm. 9 lutego 1960 we Frimley) – brytyjski kierowca wyścigowy.

## Kariera
W wyścigach samochodowych Callingham startował głównie w wyścigach samochodów sportowych. W latach 1927, 1930 Brytyjczyk pojawiał się w stawce 24-godzinnego wyścigu Le Mans. W pierwszym sezonie startów nie dojechał do mety, lecz w klasie 5 był najlepszy. Trzy lata później odniósł zwycięstwo w klasie 2, a w klasyfikacji generalnej, a w klasyfikacji generalnej uplasował się na piątej pozycji. 